# 萬年商業大樓
萬年商業大樓，位於台灣台北市萬華區西門町。
萬年商業大樓位於国际观光客和年轻人的圣地西門町，有青少年喜愛的流行服飾、球鞋、香水、手機、遊戲、玩具、漫畫雜誌等。

## 歷史
萬年商業大樓的前身為台灣日治時期非常知名的「國際館」，是台灣最早的豪華戲院之一。1935年，台灣映畫配給業組合（台灣電影發行業公會）理事長真子萬理收購當地的日本料理店，將之改建為戲院，並於1936年元旦以「國際館」之名開幕營業，當時是日本東寶映畫的直營戲院；1945年民國時期之初，國際館更名為「國際戲院」。
1970年10月，中央電影公司出現財務危機，售出國際戲院；之後，國際戲院被拆除，並在同址建造萬年商業大樓，由台北名建築師蔡柏鋒負責打造，1970年動工，1973年落成。
1973年10月6日，萬年商業大樓正式啟用，內有二百家商店同時開幕營業，至今仍為西門町著名之地標。

## 樓層介紹
萬年大樓外觀為綠色，三角窗處的霓虹燈樓名垂直橫跨各樓層，早期經營溜冰場『萬年冰宮』有輪鞋場（輪式冰鞋用）與刀場（刀式冰鞋用）。隨著1970年代輪鞋逐漸退燒，曾開設MTV影城，後逐漸改為百貨公司模式，地下一樓設有美食街。不少老字號人氣餐廳都從萬年大樓發跡後向外開店，例如一些知名的老牌牛肉麵店、麵線攤。
目前萬年商業大樓一樓為高級進口飾品，原豪華鐘錶位置已於2021年底由Vacanza飾品所替代。一樓尚有化妝品商鋪、與知名電商平價銀飾品牌Bonny & Read進駐，中間樓層有服飾和動漫模型、電玩聚集地，四樓專門販售歐美日各國玩具模型與動漫相關周邊的樓層，以老牌店家東海模型玩具、愛瑜模型、雜誌瘋、等店家為主，五樓為湯姆熊歡樂世界台北金萬年店。萬年商業大樓的發展歷程，可以對照台北各時代年輕人的流行事物。
萬年商業大樓地下一樓是美食的聚集地，包括了老店「金園排骨」、「老山東牛肉麵」，還有知名的甜不辣、店小二、青蛙下蛋、苦茶之家、簡餐套餐、火鍋、墾丁牛排、鐵板燒等。
| 樓層  | 用途             |
| ----- | ---------------- |
| 10F   | 沐茶閱讀咖啡館   |
| 9F    | U2電影館         |
| 8F    | 漢士三溫暖       |
| 6F~7F | 住宿旅店         |
| 5F    | 湯姆熊歡樂世界   |
| 1F~4F | 百貨、服飾、玩具 |
| B1    | 美食街           |

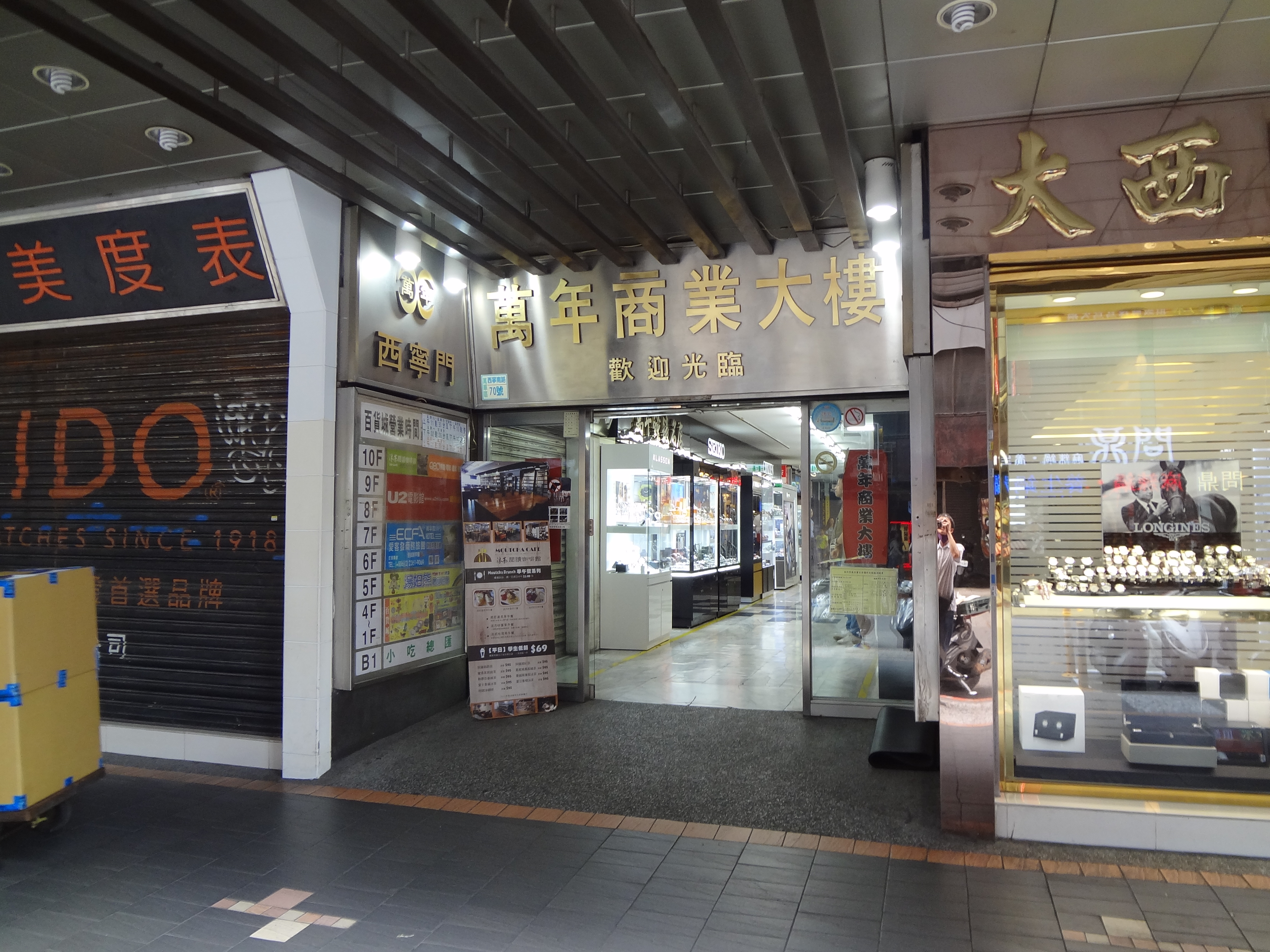
西寧門
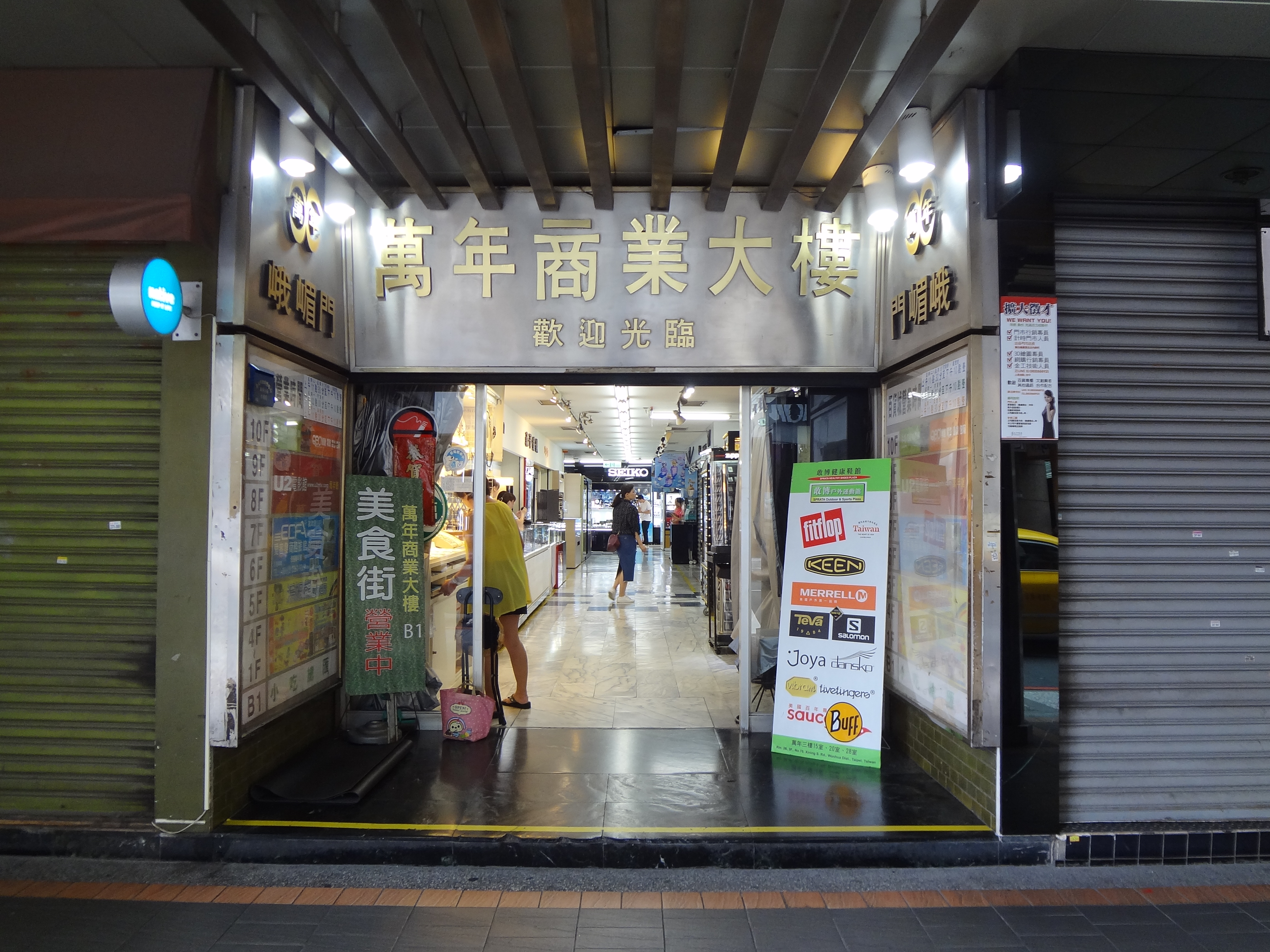
峨嵋門
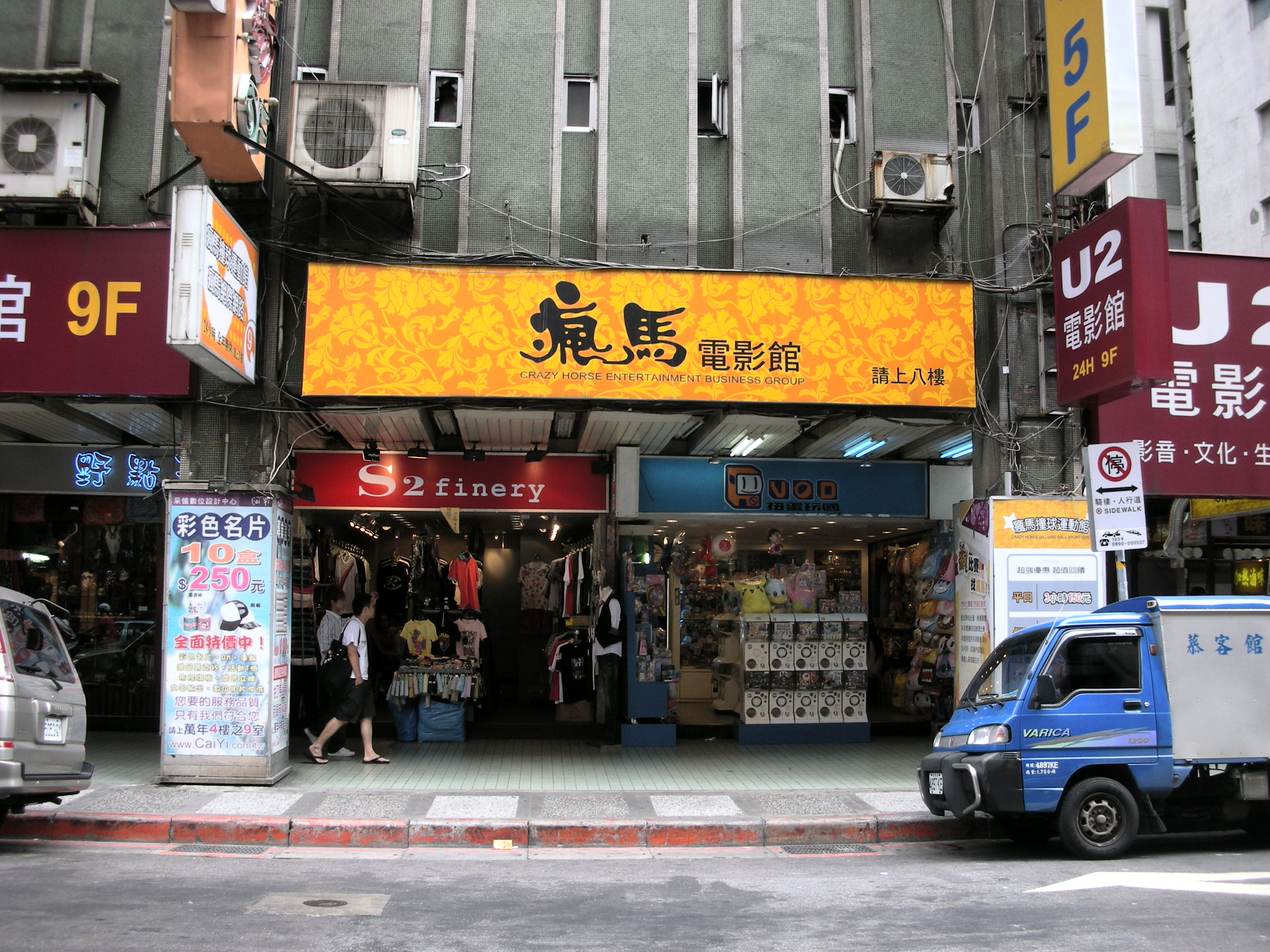
8樓影音包廂的招牌
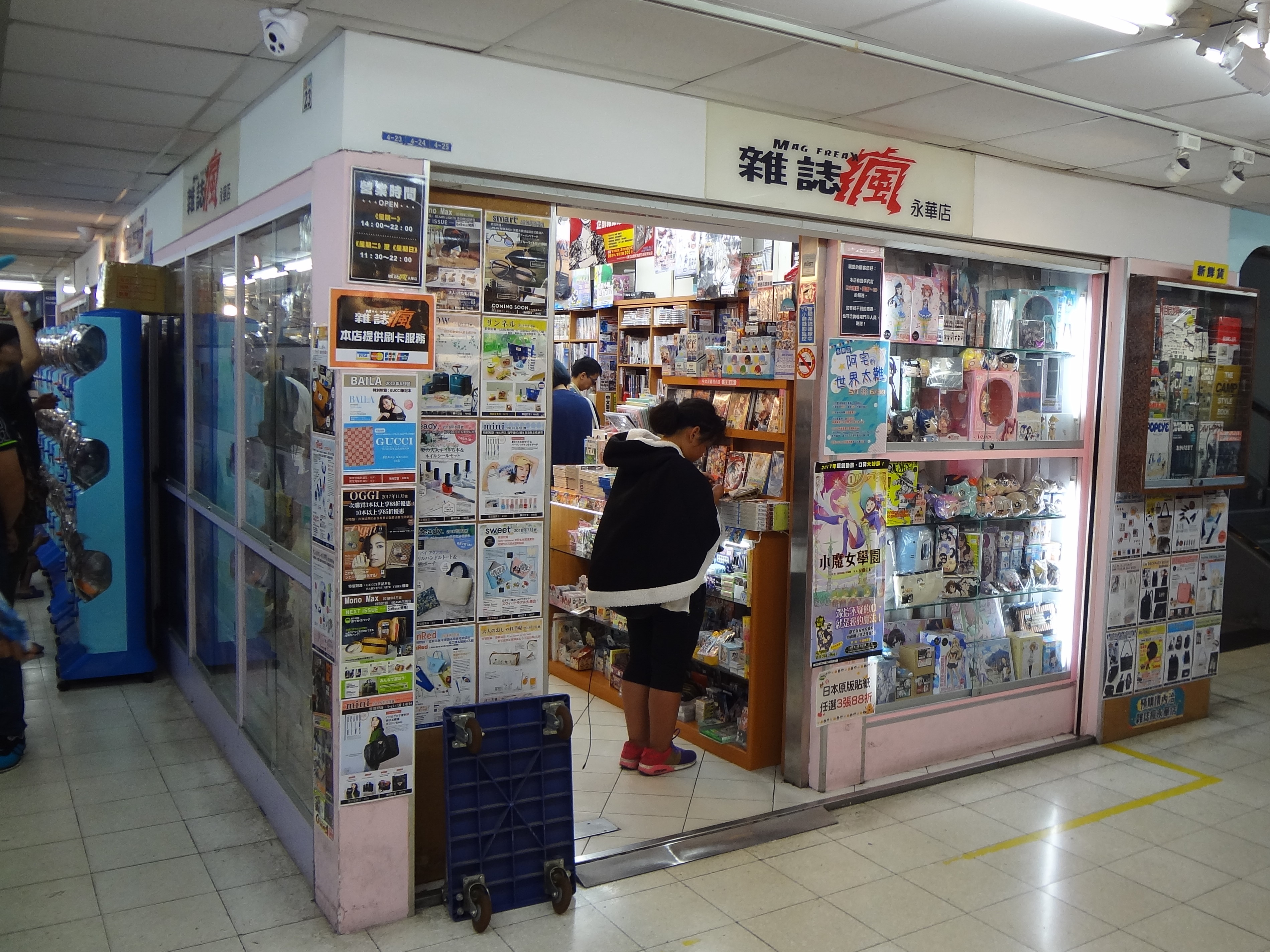
4樓雜誌瘋永華店
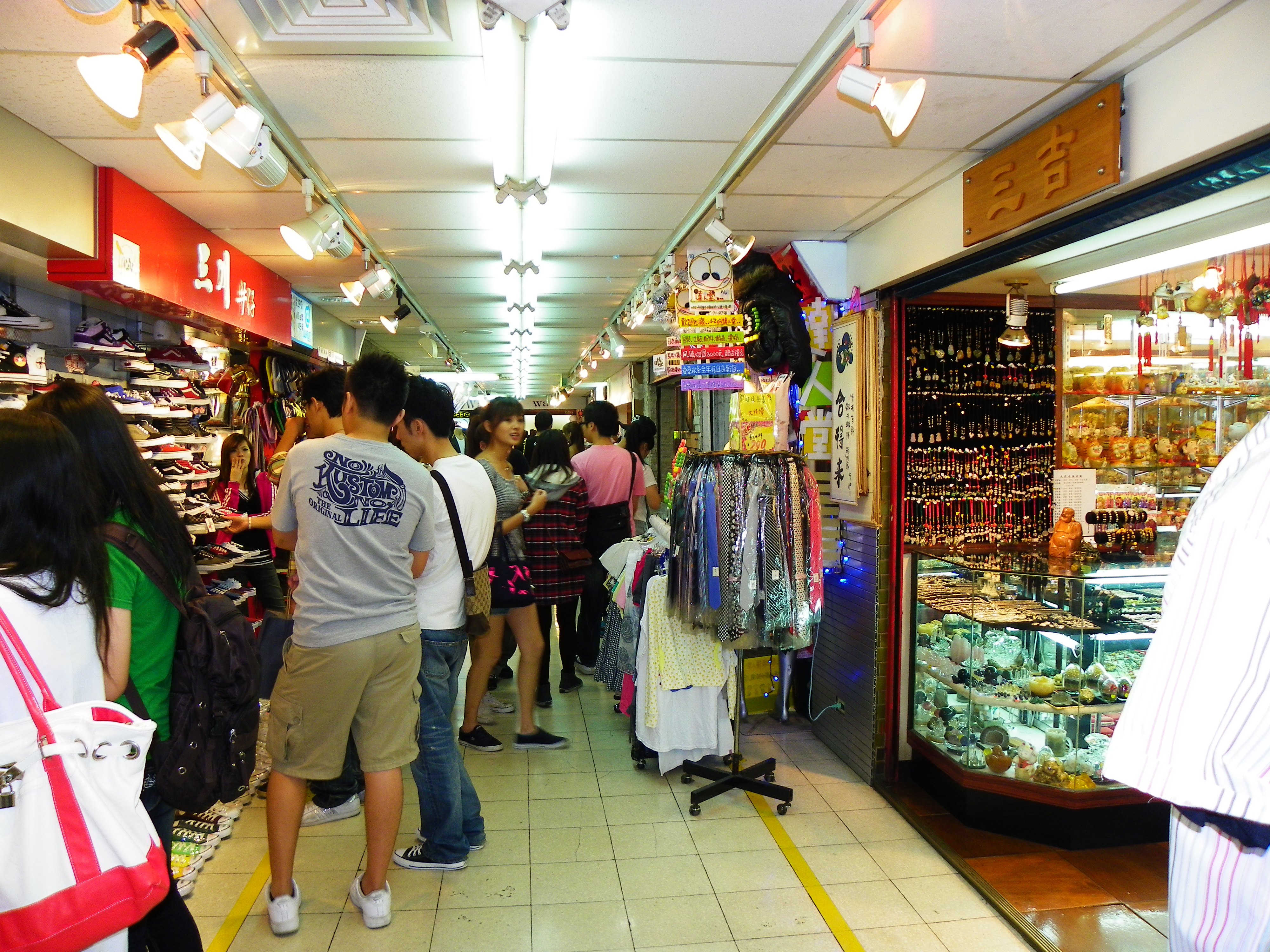
3樓服飾區
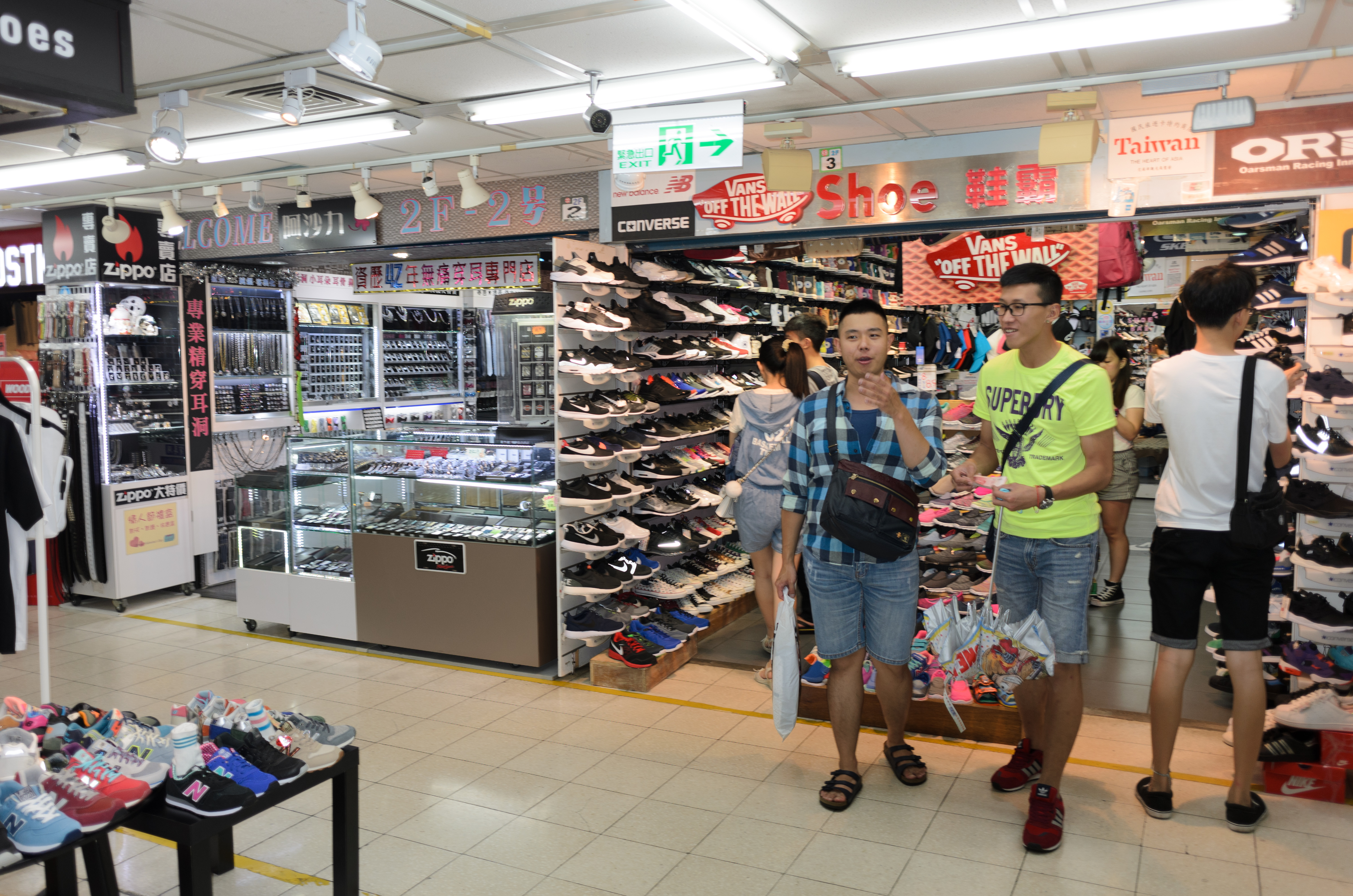
2樓鞋帽區
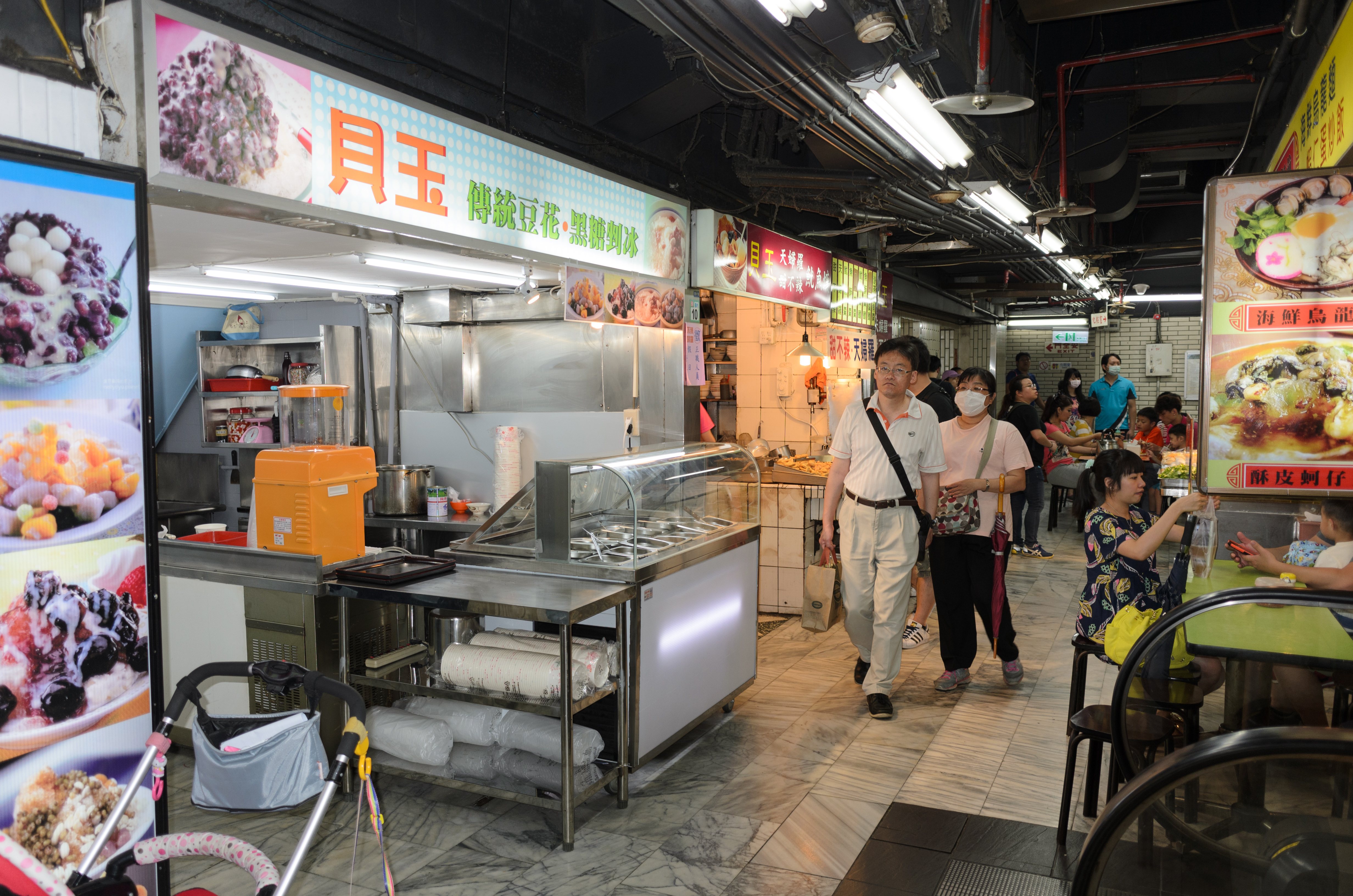
地下美食區
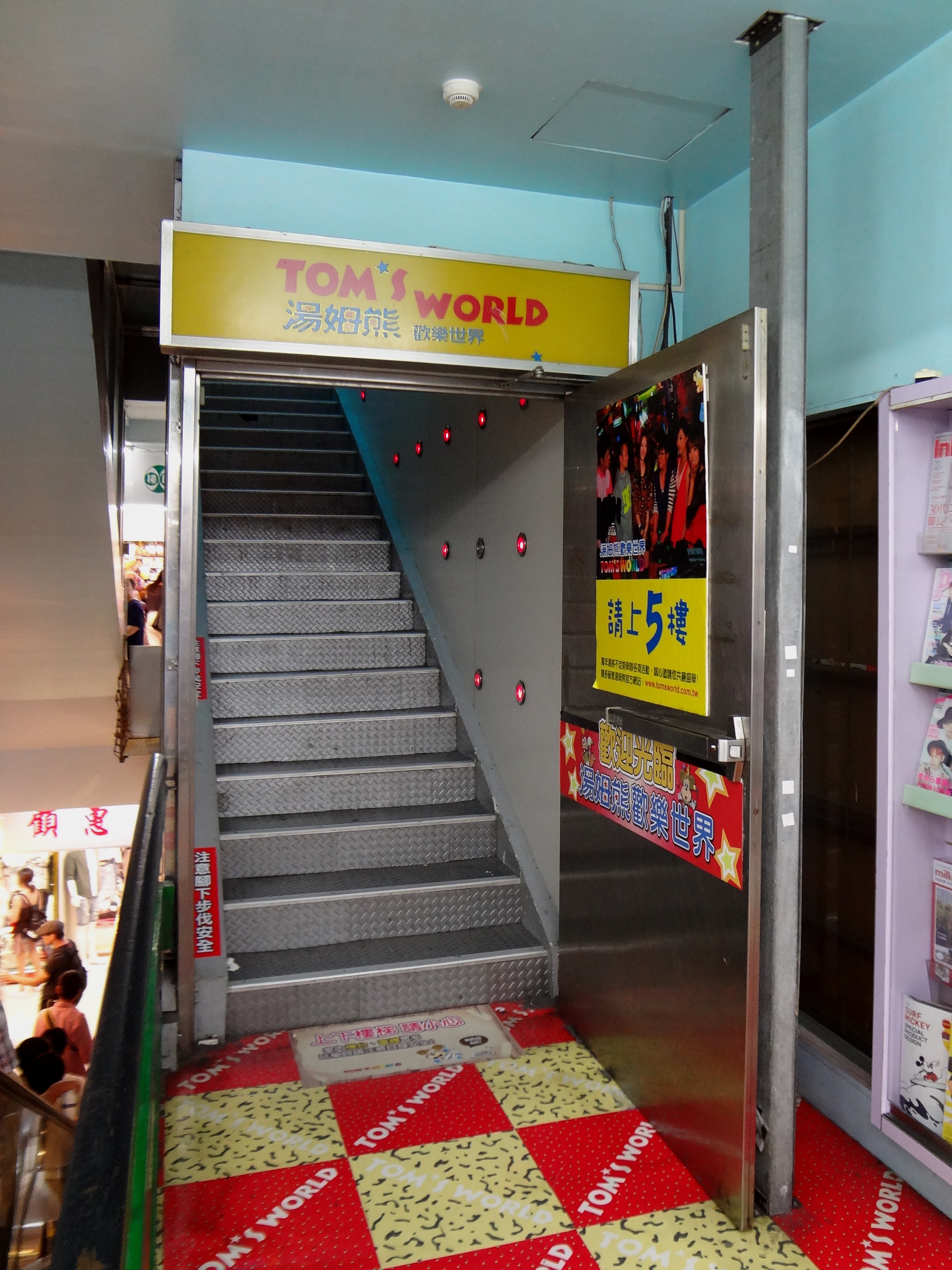
湯姆熊歡樂世界台北金萬年店
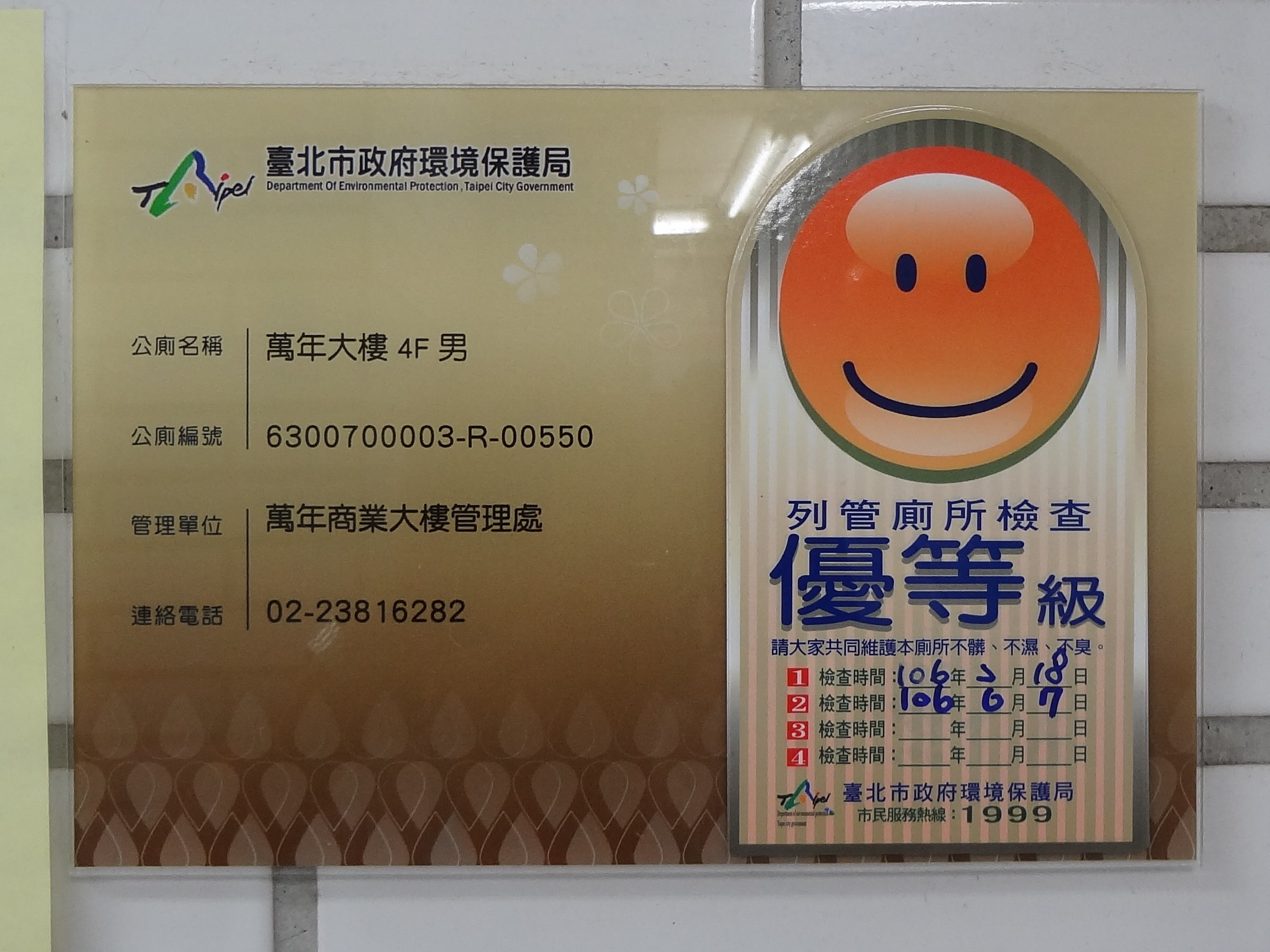
臺北市政府環境保護局列管廁所優等級認證

## 外部連結
- 萬年商業大樓的Facebook專頁 （页面存档备份，存于）